# Hof-Blues-Band
Die Hof-Blues-Band ist eine deutsche Bluesband. Die Band, die in den 1970er und 1980er Jahren eine wichtige Rolle in der ostdeutschen Bluesszene spielte, besteht heute aus dem Duo Günter Hofer und Jochen Lorentz.

## Bandgeschichte
1966 gründeten Günter Ulle Hofer und Jochen Lorentz eine der ersten Rhythm-and-Blues-Bands in der DDR und nannten die Band b-club66. Sie hatten bereits in der Beatband Klubkapelle Birkenwerder gemeinsam musiziert. Zur Gründungsbesetzung von b-club66 gehörten außerdem der Schlagzeuger Holger Stühmeier, der Gitarrist Thomas Robinson und der Bassist Josef Lizzio. Die Besetzung dieser Amateurband wechselte mehrfach. Bei b-club66 spielten Musiker, die später eine führende Rolle in der Rock- und Jazzszene der DDR hatten. Dazu gehörten Jörg Speiche Schütze, der spätere Monokel-Bassist, Eberhard Klunker, der heute bei Windminister spielt und Christoph Niemann, der 1974 mit Conny Bauer die Jazzformation FEZ gründete.
1977, als sich der Blues in der DDR durchgesetzt und ein zahlenmäßig großes, vorwiegend jugendliches Publikum gefunden hatte, nannte sich die Band in Hof-Blues-Band um. Die Band hielt an der Besetzung fest und coverte weiterhin ausschließlich die „westlichen“ Idole ihrer Fans. Erst als man 1978 zu einer Dreierbesetzung überging, Hofer und Lorentz den Musiker und Textautor Michael Sellin in die Band holten und die ersten eigenen Titel entstanden, konnte die Hof-Blues-Band ein eigenständiges Profil entwickeln. Charakteristisch für diesen Stil wurden die deutschsprachigen, zum Teil provokanten Texte, mehrstimmig und am Folkblues orientiert dargeboten. Sellins Texte führten zunehmend zu Konfrontationen mit den DDR-Kulturbehörden und gipfelten in zeitweiligen Auftrittsverboten. Anfang der 1980er Jahre erhielt Sellin schließlich ein Auftrittsverbot, und die Veröffentlichung weiterer Texte wurde ihm untersagt. Die Band arbeitete daraufhin mit dem Lyriker Jürgen Rennert zusammen, und Sellin verließ die Hof-Blues-Band. 
Fortan musizierte die Hof-Blues-Band als Duo weiter. Für den kraftvollen Sound sorgte Multitalent Ulle Hofer, der neben dem Gesang Gitarre, Schlagzeug und die Bluesharp gleichzeitig bediente. In Verbindung mit dem Pianospiel von Lorentz entstand der bis heute typische Sound der Hof-Blues-Band. Zeitweilig ergänzt wurde das Duo durch Gastmusiker, wie den Posaunisten Sebastian Beutel und dem damaligen Freygang-Bassisten Kay Lutter, der heute bei In Extremo spielt. Obwohl die Band in der DDR nie die Möglichkeit zu Plattenproduktionen erhielt, wuchs ihre Popularität in den 1980er Jahren. Dafür sorgte unter anderem die Teilnahme an dem Festival Rock für den Frieden (1983, 1984 und 1986), der Auftritt im Rahmenprogramm des American Folk Blues Festivals (1985 und 1986) und die gemeinsame Tournee mit den Schauspielern Jürgen Frohriep und Monika Plöttner im Rahmen der Veranstaltungsreihe Lyrik – Jazz – Prosa (1984, 1985 und 1986). Ein besonderer Höhepunkt in der Bandgeschichte war die Begleitung John Mayalls auf seiner DDR-Tournee 1987.
Die Hof-Blues-Band, die bis heute regelmäßig Konzerte gibt, ist eine Amateurband geblieben. Hofer arbeitet als vereidigter Sachverständiger und Lorentz ist Allgemeinmediziner mit eigener Praxis. Zum Repertoire der Band gehören heute viele neue Titel, deren Texte an die „Blütezeit“ der DDR-Bluesszene erinnern.

## Diskografie
- 2001: Mensch, bin ich froh
- 2003: Vorwende – Nachwende (Doppel-CD)
- 2006: Alles Gute